# Manuel Pinto da Fonseca
Manuel Pinto da Fonseca (Lamego, 24 de maio de 1681 – Valeta, Malta, Malta, 23 de janeiro de 1773), D. Frei, foi o 68.º Grão-Mestre  da Ordem dos Hospitalários de 1741 até 1773. Foi o primeiro a criar e a usar o título de Sua Alteza Eminentíssima.

## Biografia
D. Frei Manuel Pinto da Fonseca era filho de Miguel Álvaro Pinto da Fonseca, Alcaide-Mor do Castelo de Ranhados, Capitão-Mor de Lamego, Senhor da Quinta dos Cedros, em Santa Marta de Penaguião, etc, e de sua mulher Ana Pinto Teixeira, neto paterno de Álvaro Pinto da Fonseca, Alcaide-Mor do Castelo de Ranhados, nascido em Medrões a 21 de Outubro de 1619, onde foi baptizado a 29 desse mês e ano tendo por Padrinho Pedro Guedes, Meirinho de Lamego, e de sua mulher Ana Pereira Coutinho e neto materno de Gonçalo Teixeira Pinto e de sua mulher Maria Tinoco de Faria.[carece de fontes?] Foi o quarto grão-mestre da Ordem dos Hospitalários português.

## Administração da Ordem de Malta
Eleito Grão-Mestre em 18 de janeiro de 1741, durante a sua administração, criou ainda muitos novos títulos nobiliárquicos, acção que contrariou grande parte da velha nobreza de Malta, além de impor impostos injustos à população. Para mais, ele ofendera o clero com a decisão não só de fechar o Colégio Jesuíta Melitense como, em 1768, expulsou os próprios Jesuítas de Malta. Tais factos contribuíram para que fizesse muitos inimigos e não fosse, de facto, muito popular, incorrendo mesmo no ódio dos cavaleiros mais velhos que já esperavam que morresse para lhe poderem suceder.
Não obstante, um acontecimento relevante deu-se em 1749; um dos seus guarda-costas, Cassar, refusou-se a aderir à revolta organizada por Mustafa Paxá para iniciar uma sublevação entre os escravos muçulmanos da ilha. A sua recusa suscitou a atenção do Grão-Mestre que suprime a revolta. Curiosamente, este evento é celebrado, por tradição, como festividade de estado todos os anos a 29 de junho.
Por outro lado, em 1764, Pinto da Fonseca negoceia com Frederico o Grande da Prússia a reunificação do Bailio Protestante de Brandenburgo com a Ordem de Malta, mas o Papa Clemente XIII não admitiria a admissão de elementos que via como heréticos no seio de uma organização Católica Romanana; assim, o acordo esfumar-se-ia. Foi, ainda, amigo do alquimista Cagliostro.
Teve um filho ilegítimo de Rosenda Paulichi, filha de Alberigo Paulichi e de sua mulher Patronilla Ramuzetta; ao pequeno, um rapaz, foi posto o nome de José António Pinto da Fonseca e Vilhena, e casou com a sua prima direita Maria Inácia Pinto da Fonseca de Sousa Teixeira e Vilhena, filha ilegítima de Francisco Vaz Pinto (seu pai) e de Clara Cerqueira.

## Obras
No entanto, Manuel Pinto da Fonseca amou a cidade de La Valetta. Completou o Albergue de Castela, uma das construções mais importantes da capital, que tinha sido iniciada em 1574 pelo Grão-Mestre Jean de la Cassière. Na sua fachada ainda se encontra hoje em dia, um busto que o evoca. Actualmente, no Albergue encontra-se o gabinete do Primeiro-Ministro. Fez ainda numerosas doações à Igreja Conventual de S. João e construiu muitas lojas na Marina, que ainda hoje possui o seu nome.
Quando morreu, Manuel Pinto da Fonseca foi sepultado num monumento funerário no qual o seu retrato foi realizado em mosaico; hodiernamente este é ainda uma das mais importantes atracções turísticas da ilha.

A bandeira de Qormi.

## Qormi
A 25 de maio de 1743 deu o nome à cidade de Qormi que goza de um status particular (foi denominada Città Pinto).
O seu brasão de armas pessoal é caracterizado por cinco crescentes vermelhos, simbolizando o número de otomanos que tinha vencido com a própria espada de uma só vez, durante a revolta. De facto, a cidade de Qormi adoptou este escudo para si mesma, como brasão, que, ainda hoje pertence à família Pinto.